# Особая государственная служба охраны Азербайджана
Особая государственная служба охраны Азербайджана (ОГСО) (азерб. Azərbaycan Respublikasının Xüsusi Dövlət Mühafizə Xidməti) — государственная военная организация, непосредственно подчиняющаяся президенту Азербайджана.
Служба обеспечивает безопасность президента Азербайджана, а также других объектов государственной защиты, глав иностранных государств и правительств (иностранных представительств) во время их визитов в Азербайджан, объектов Президентского аппарата, Национального собрания, Конституционного суда, министерства иностранных дел и Центральной избирательной комиссии. Служба организует и обеспечивает безопасность и развитие информационно-телекоммуникационных систем и сетей специального назначения государственных органов.
Специальная государственная служба охраны руководствуется Конституцией Азербайджана, законами Азербайджанской Республики, указами и распоряжениями президента, постановлениями и распоряжениями Кабинета министров Азербайджана и Милли меджлиса, а также международными договорами, к которым присоединился Азербайджан.

## История
Особая государственная служба охраны Азербайджана начинает свою историю с 1931 года, с создания 5-го специального подразделения Народного комиссариата внутренних дел. В 1938 году подразделение было переименовано во 2-й отдел внутренних дел департамента Исполнительного комитета города Баку, а в 1972—1991 годах было известно как Отдел по охране партийных и советских органов Министерства внутренних дел Азербайджанской ССР. 
Указом президента Азербайджана Аяза Муталибова № 485 от 5 декабря 1991 года служба была переименована в Отдел охраны Верховной государственной власти и административных органов при Министерстве внутренних дел. 25 декабря указом президента была создана Национальная гвардия, которая входит в состав Особой государственной службы. Указом от 25 февраля 1992 года была создана Служба безопасности Президента и Отдела охраны Верховной государственной власти и административных органов на основе Отдела охраны Верховной государственной власти и административных органов при Министерстве внутренних дел.
Глава Верховного Совета подписал постановление от 23 августа 1993 года «О создании Главного управления охраны Верховной государственной и административной власти на основе Отдела охраны Верховной государственной власти и административных органов и национальной гвардии под командованием Президента Азербайджанской Республики».
Указом от 2 мая 2002 года Управление охраны Верховной государственной власти и административной власти переименовано в Особую государственную службу охраны Азербайджана.
Указом президента Азербайджана «Об усовершенствовании управления в области особой государственной охраны» от 16 марта 2020 года Особая государственная служба охраны Азербайджана была упразднена, а на её базе была создана Служба безопасности Президента Азербайджанской Республики.

## Государственное агентство особой связи и информационной безопасности
Государственное агентство особой связи и информационной безопасности было создано указом Президента № 708 от 26 сентября 2012 года. В обязанности Агентства входит обеспечение особой государственной связи, президентской связи, специализированных информационно-телекоммуникационных систем, межведомственной системы электронного документооборота, интернет-сети государственных органов, размещение своих информационных интернет-ресурсов в информационно-ресурсном центре, обеспечение безопасности и развития этого информационно-ресурсного центра, контроль параметров безопасности информационных систем государственных органов, обеспечение специальных технических мер с целью обеспечения безопасности объектов государственной обороны и охраняемых объектов.
Агентство поддерживает государственные органы в создании подразделений информационной безопасности. Государственное агентство особой связи и информационной безопасности обеспечивает защиту любой информации, которая встречается в процессе работы, и гарантирует, что она не будет разглашена без согласия пользователя.
Государственное агентство особой связи и информационной безопасности участвует в разработке и реализации государственной политики в области информационной безопасности, обеспечивает развитие крипто-логических показателей и применение научно-технических инноваций, а также организует подготовку специалистов для государственных органов по специальностям криптографической и технической защиты информации, специальных телекоммуникационных систем и сетей совместно с Министерством образования Азербайджанской Республики и другими организациями.

## Национальная гвардия
Национальная гвардия, вооружённая сила правительства Азербайджана, была создана 25 декабря 1991 года. Но гвардия начала активно действовать лишь в декабре 1996 года как полунезависимая организация. Сегодня Национальная гвардия продолжает свою деятельность в составе специальной Государственной службы охраны.
Национальная гвардия играет важную роль в составе сухопутных войск Азербайджана.

## Задачи

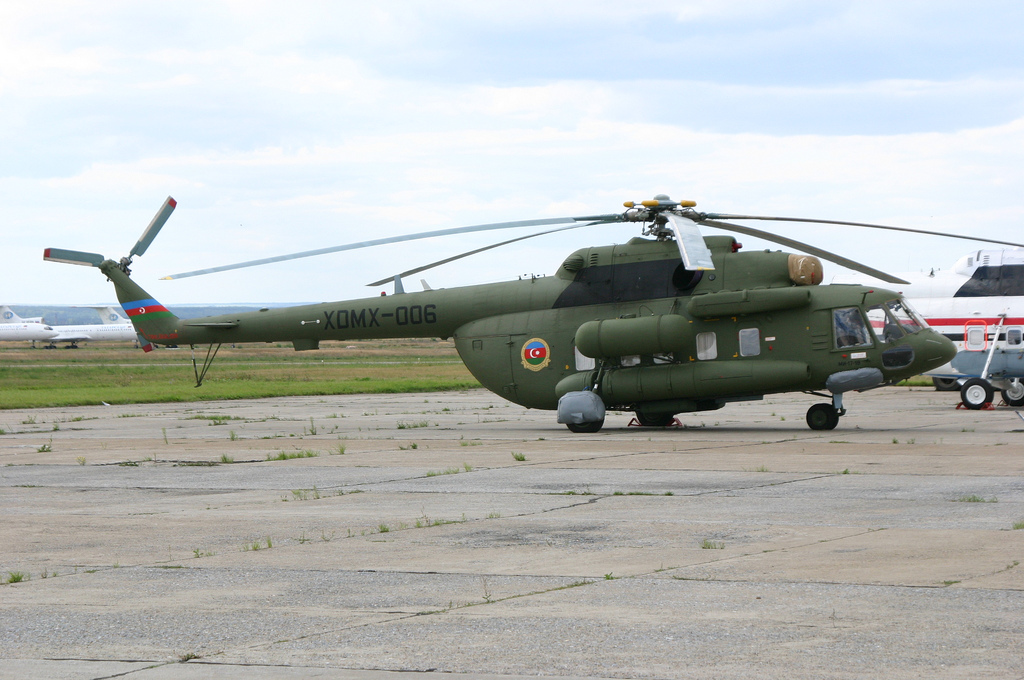

Основные функциональные обязанности: охрана президента Азербайджана, охрана Парламента, Президентского аппарата, Кабинета Министров, министерства иностранных дел Азербайджана, Конституционного суда, Центральной избирательной комиссии и других государственных объектов а также охрана глав иностранных государств находящихся на территории Азербайджана.
Начиная с 2003 года ОГСО приступило к охране всех газовых и нефтепроводов (Баку-Тбилиси-Джейхан), проходящих на территории Азербайджана.
Начальник службы — генерал-полковник Вагиф Ахундов.

## Состав
- Национальная гвардия Азербайджана
- Департамент безопасности экспортных нефтегазовых трубопроводов
- Агентство специальной связи и техники

## Учебный центр
30 ноября 2007 года создан учебный центр, оснащённый современным оборудованием.

## База отдыха
В 2009 году была создана база отдыха «Улдуз» для сотрудников и членов их семей в Набрани на севере Азербайджана.